# 深泽文庙
深泽文庙，即明、清两代“深泽县学文庙”，位于今河北省深泽县，原物仅存大成殿，为河北省文物保护单位。

## 历史
深泽文庙的创建年代已不可考，北宋元祐二年（1088年）新建，在当时的县城东北角。明成化十八年（1482年）向西南方迁六十步重建，即今址。其后的正德十二年（1517年）、嘉靖四十五年（1566年）、清康熙四十二年（1703年）、雍正六年（1728年）、乾隆五年（1740年）、道光二十四年（1844年）、二十八年（1848年）及二十九年（1849年）均曾重修。文庙盛时，曾有照壁、棂星门、泮池、戟门、东西两庑、大成殿、明伦堂、崇圣祠、名宦祠、乡贤祠、尊经阁、射圃、射堂等建筑。
1960至1970年代间，文庙被改建为深泽县医院，大成殿当作手术室使用，成为文庙仅存的建筑。1990年代初，县政府重修大成殿，重建东西庑各三间，文庙成为深泽县文物管理所和九皋书画院的办公地。1993年，河北省人民政府公布大成殿为河北省文物保护单位。

## 建筑
大成殿为明代建筑，面阔五间，单檐歇山顶，挂黄绿相间琉璃瓦，殿脊阳面、阴面分别为龙、凤图案，两山东、西分绘龙、凤，后山亦有圆形双龙图案，风格独特。
庙内曾悬挂清康熙帝御笔“万世师表”、雍正帝御笔“生民未有”匾额。现存明嘉靖年间御制敬一箴碑。